# Finn Harps Football Club
El Finn Harps Football Club (en irlandés: Cumann Peile Chláirsigh na Finne) es un club de fútbol de Irlanda, con sede en Ballybofey, Condado de Donegal. Fue fundado en 1954 y compite en la Primera División, segunda categoría del fútbol irlandés.

## Historia
Fue fundado en el año 1954 en la ciudad de Ballybofey como un equipo juvenil, siendo un equipo caracterizado por cambiar de categoría frecuentemente, como un equipo sube y baja, y posee una rivalidad con el Derry City en el llamado Derby del Noroeste, así como una relación colaborativa con el Letterkenny Rovers.
El nombre del equipo se debe a que su origen se da cerca del Río Finn y el escudo se basa en un símbolo nacional de Irlanda, el arpa, y tuvo su época más gloriosa en los años 70, en la cual obtuvieron sus principales logros. En los años 80 comenzó una lenta debacle, ya no podía competir de igual a igual con los equipos más poderosos del país, constantes cambios en el sistema administrativo de equipo, aunque tuvieron algunos chispasos de buen nivel, pero no era un equipo consistente en su nivel de juego.
Para la temporada 1999/2000 el equipo tuvo problemas financieros que ascendían a las 280000 Libras esterlinas, aunque pudo salir de la deuda, el equipo para ese entonces cambiaba de categoría constantemente. Nunca ha ganado la FAI Premier Division, pero ha sido campeón de Copa en 1 ocasión.
A nivel internacional ha participado en 4 torneos continentales, donde nunca ha podido superar la Primera ronda.

## Palmarés

### Torneos nacionales
- Copa de Irlanda (1): 1973-74
- Primera División de Irlanda (1): 2004
- Copa de la Ciudad de Dublín (1): 1971-72
- Irish News Cup (1): 1998-99
- Copa de la Primera División de Irlanda (1): 2002-03

## Participación en competiciones de la UEFA
| Temporada | Torneo                | Ronda | Club         | Casa | Visita | Global |
| --------- | --------------------- | ----- | ------------ | ---- | ------ | ------ |
| 1973/74   | Copa UEFA             | 1     | Aberdeen     | 1-3  | 1-4    | 2-7    |
| 1974/75   | UEFA Cup Winners' Cup | 1     | Bursaspor    | 0-0  | 2-4    | 2-4    |
| 1976/77   | Copa UEFA             | 1     | Derby County | 1-4  | 0-12   | 1-16   |
| 1978/79   | Copa UEFA             | 1     | Everton      | 0-5  | 0-5    | 0-10   |